# Euthystira
Euthystira is een geslacht van rechtvleugeligen uit de familie veldsprinkhanen (Acrididae). De wetenschappelijke naam van dit geslacht is voor het eerst geldig gepubliceerd in 1852 door Fieber.

## Soorten
Het geslacht Euthystira omvat de volgende soorten:
- Kleine goudsprinkhaan (Euthystira brachyptera) Ocskay, 1826
- Euthystira luteifemora Zhang, Zheng & Ren, 1995
- Euthystira pavlovskii Bey-Bienko, 1954
- Euthystira xinyuanensis Liu, 1981
- Euthystira yuzhongensis Zheng, 1984